# Bundesautobahn 944
Pour les articles homonymes, voir A944.
La Bundesautobahn 944 était le projet d'une Bundesautobahn dans le Land de Bavière.

## Histoire
Elle devait relier Munich en passant par Ebersberg à Wasserburg am Inn. Cependant, le plan est abandonné. À la place, il y a le projet d'aménager la Bundesstraße 304 en voie plus rapide.